# Partido Socialista de Bengala Ocidental

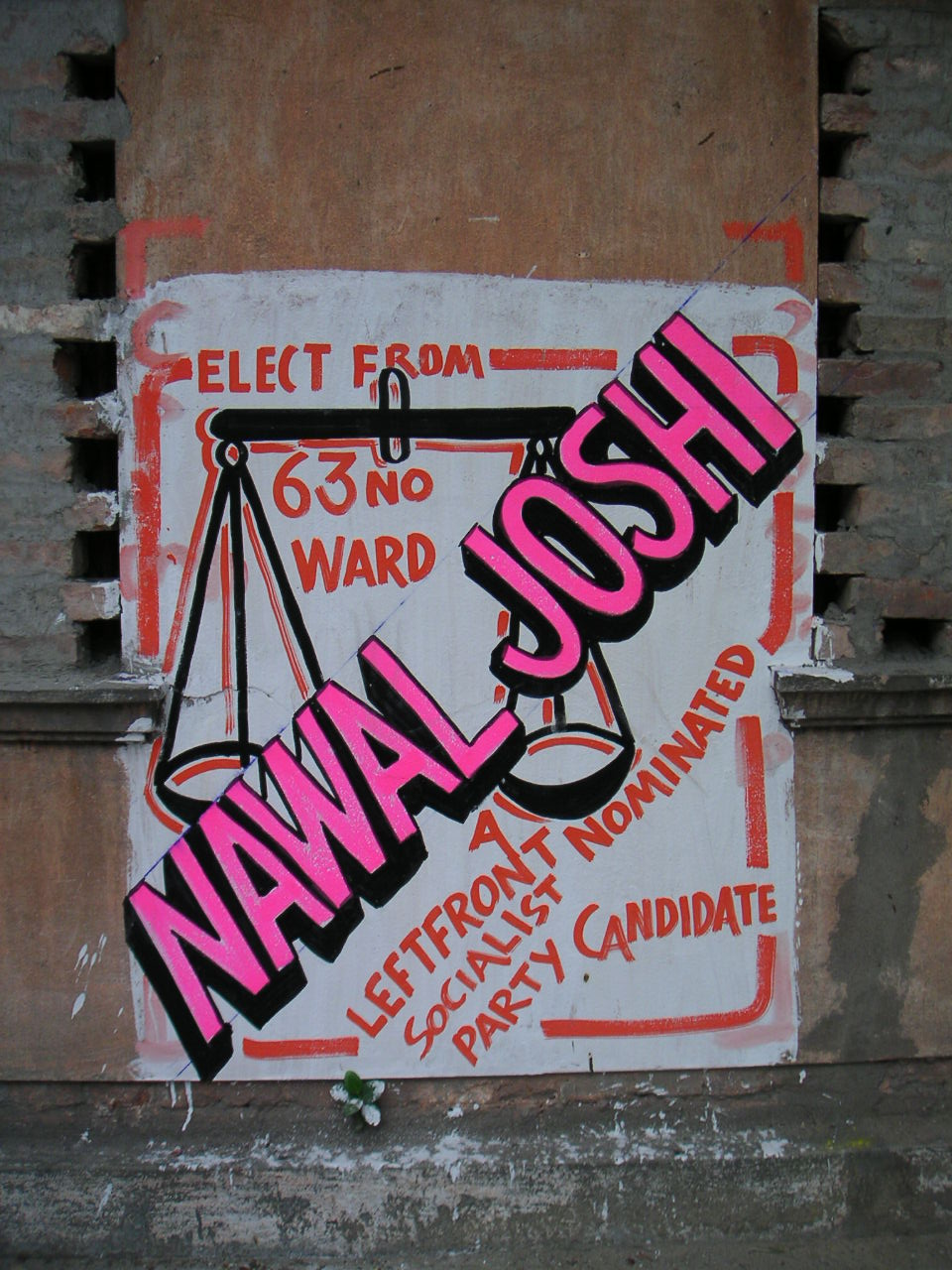

O Partido Socialista de Bengala Ocidental (em hindi:  वेस्ट बंगाल सोशलिस्ट पार्टी) é um partido político socialista da Índia. Seu líder é Kiranmoy Nanda.